# Сулорі
Сулорі (груз. სულორი) — село в Грузії.
За даними перепису населення 2014 року в селі проживає 702 особи.